# Довнар, Таисия Ивановна
Таисия Ивановна До́внар (бел. Таісія Іванаўна До́ўнар; род. 15 октября 1944, Шацк, Пуховичский район, Минская область) — белорусский учёный-правовед, доктор юридических наук (1997), профессор БГУ (1998).

## Биография
Закончила Шацкую среднюю школу (1961), Минское медучилище № 1 (1964), юридический факультет БГУ (1973). Работала фельдшером-лаборантом Рованичской участковой больницы Червенского района, фельдшером-лаборантом Минского медицинского института повышения квалификации. С 1977 г. преподаватель БГУ. С 1998 года профессор кафедры теории и истории государства и права юридического факультета БГУ.
Научным руководителем был доктор юридических наук, профессор И. А. Юхо, под руководством которого в 1986 году защитила кандидатскую диссертацию на тему «Преемственность в конституционном строительстве Белорусской ССР» в Ленинградском государственном университете, а в 1997 году — докторскую диссертацию на тему «Развитие общеземского права Беларуси в XV—XVI веках». Под её руководством было защищено 6 кандидатских диссертаций.
С 2021 года — научный консультант кафедры теории и истории государства и права юридического факультета Белорусского государственного университета.

## Научные труды
Автор свыше 140 работ, в том числе свыше 20 работ учебно-методического характера, 3-х монографий, учебника (в соавторстве), курса лекций, 8 учебных пособий. Принимала участие в подготовке ряда энциклопедических изданий: «Юридический энциклопедический словарь» (Мн., 1992), «Мыслители и просветители Беларуси» (Мн., 1995), «Статут Великого княжества Литовского 1588» (Соч., 1989), «Энциклопедия истории Беларуси». Т. 1-6 (Соч., 1993—2003).
- Уголовное право Беларуси: Закон, преступление, ответственность. — Мн., 1997 (в соавт.).
- Развитие основных институтов гражданского и уголовного права Беларуси в XV—XVI в. — Мн., 2000.
- Договоры и грамоты как источники белорусского феодального права. — Мн., 2000 (в соавт.).
- Конституционное право Беларуси феодального периода (по Статутам Великого княжества Литовского 1529, 1566, 1588 гг.). — Мн., 2001.
- Памятники права Беларуси феодального периода. — Мн., 2001.
- История конституционного права Беларуси. — Мн., 2001 (вместе с Г. Василевичем, И. Юхо).